# Antonio Moreno
Antonio Moreno, eg Antonio Garrido Monteagudo, född 26 september 1887 i Madrid, Spanien,  död 15 februari 1967 i Beverly Hills, Kalifornien, var en spansk skådespelare och regissör. Han kom till Amerika redan vid 14 års ålder, där han bosatte sig i Massachusetts där han började inom teatern. 1912 kom han till Hollywood, och började där inom filmen.

## Filmografi (i urval)
- 1912 - Iola's Promise
- 1914 – Judith och Holofernes
- 1923 - The Spanish Dancer
- 1926 - Fresterskan
- 1927 – Det
- 1927 - Madame Pompadour
- 1936 - Zigenarflickan
- 1946 - Notorious!
- 1953 - Bragdernas man
- 1954 - Saskatchewan